# Bernard Kouassi
Bernard Kouakou Kouassi (Abidjan, 1º  gennaio 1980) è un ex calciatore ivoriano, di ruolo portiere.

## Carriera

### Club
Ha giocato nel campionato ivoriano, egiziano e thailandese.
Ha iniziato la carriera nel campionato ivoriano con lo Stade d'Abidjan, dove ha giocato dal 2001 al 2003. Successivamente si è trasferito all’Africa Sports, rimanendovi due stagioni. 
Nel 2005 è passato al Séwé Sports e, l’anno successivo, è approdato all’ASEC Mimosas, una delle squadre più titolate della Costa d'Avorio.
Nel 2008 si è trasferito in Egitto per militare nell’El-Entag El-Harby. Dopo un breve periodo senza squadra, ha proseguito la carriera in Thailandia giocando nel 2011 per il Suphanburi e nel 2013 per l’Ubon UMT United.

### Nazionale
Con la maglia della Nazionale è sceso in campo per la prima e unica volta nel 2001.